# Hoplomaco

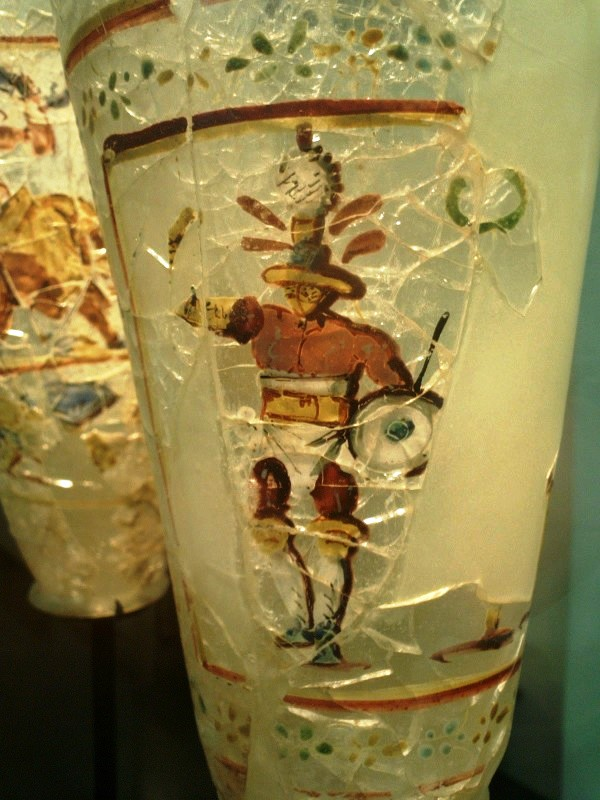
Hoplomaco, representado en un vaso de cristal romano del tesoro de Begram.

Hoplomaco era un tipo de gladiador de los antiguos juegos circenses en el antiguo mundo romano, armado para parecerse a un hoplita griego. El hoplomaco luchaba provisto de un casco cerrado de bronce, grebas altas hasta mitad del muslo, manica (protector de cuero y metal) en el brazo derecho, un "balteus" (especie de cinturón ancho de cuero con apliques metálicos), subligaculum, lanza, gladio (espada corta) y un escudo redondo pequeño y cóncavo, todo lo cual lo convertía en un peligroso adversario para otro tipo de gladiadores.
Sus rivales solían ser los mirmilones, los tracios y los dimaqueros. Se enfrentaba a menudo al mirmilón (armado como un legionario romano), tal vez como una recreación de las guerras de Roma en Grecia y el Oriente helenístico. El escudo pequeño y redondo podía ser empleado como arma al igual que la lanza y la espada, del mismo modo que los hoplitas originales (cuyo escudo era más grande) que lo usaban para defenderse pero también en sus cargas, utilizándolo para embestir al oponente.